# ONE 165
ONE 165: Superlek vs. Takeruは、シンガポールの総合格闘技団体「ONE Championship」の大会の一つ。2024年1月28日、東京都江東区の有明アリーナで開催された。

## 大会概要
2019年10月13日の「ONE: CENTURY PART II」以来4年3ヶ月ぶりに日本で開催された本大会ではスーパーレック・キアトモー９と武尊によるキックボクシングのフライ級タイトルマッチが組まれた。当初、武尊と対戦する予定だったロッタン・ジットムアンノンが負傷により欠場することとなり、対戦相手がスーパーレックに変更された。他にも青木真也とジョン・リネカーによるMMAのライト級マッチやケイド・ルオトロとトミー・ランガカーによるサブミッショングラップリングのライト級タイトルマッチが組まれた。なお、青木の対戦相手として当初はセージ・ノースカットと対戦予定だったが、試合当日にノースカットが欠場したためリネカーに変更された。